# Gymnastiek op de Olympische Zomerspelen 2012 – Ritmische gymnastiek individueel vrouwen
Het individuele ritmische gymnastiek voor de vrouwen op de Olympische Zomerspelen 2012 in Londen vond plaats op 9 en 10 augustus (kwalificatie) en op 11 augustus (finale). De Russische Yevgeniya Kanayeva won het onderdeel voor de Russische Daria Dmitrieva die het zilver pakte en de Wit-Russische Liubov Charkashyna die het brons won.

## Format
Alle deelnemende vrouwen moesten vier kwalificatie-oefening uitvoeren. De scores van alle oefeningen werden bij elkaar opgeteld en de beste tien deelneemsters gingen door naar de finale. Echter mochten er maximaal twee deelnemers per land in de finale komen. De scores van de kwalificatie werden bij de finale gewist, en alleen de scores die in de finale gehaald werden, telden. In de finale moesten de tien vrouwen opnieuw vier oefening turnen.

## Uitslag

### Finale
- Bal; de oefening met de bal
- Hoepel; de oefening met de hoepel
- Knotsen; de oefening met de knotsen
- Lint; de oefening met het lint
- Straf; de straffen uitgedeeld door de jury
- Totaal; de scores van de vier oefeningen (bal, hoepel, knotsen, & lint) worden bij elkaar opgeteld.

| Rang   | Naam               | Land | Bal    | Straf | Hoepel | Straf | Knotsen | Straf | Lint   | Straf | Totaal  |
| ------ | ------------------ | ---- | ------ | ----- | ------ | ----- | ------- | ----- | ------ | ----- | ------- |
| Goud   | Yevgeniya Kanayeva | RUS  | 29.200 |       | 29.350 |       | 29.450  |       | 28.900 |       | 116.900 |
| Zilver | Daria Dmitrieva    | RUS  | 28.350 |       | 28.300 | 0.050 | 28.750  | 0.050 | 29.100 |       | 114.500 |
| Brons  | Liubov Charkashyna | BLR  | 28.000 |       | 28.100 |       | 27.525  | 0.050 | 28.075 |       | 111.700 |
| 4      | Aliya Garayeva     | AZE  | 27.825 |       | 27.925 |       | 27.575  |       | 28.250 |       | 111.575 |
| 5      | Son Yeon-Jae       | KOR  | 28.325 |       | 28.050 |       | 26.750  |       | 28.350 |       | 111.475 |
| 6      | Alina Maksymenko   | UKR  | 26.675 |       | 27.950 |       | 27.550  |       | 27.450 |       | 109.625 |
| 7      | Neta Rivkin        | ISR  | 26.850 | 0.050 | 27.350 |       | 27.800  |       | 27.000 |       | 109.000 |
| 8      | Sylvia Miteva      | BUL  | 27.100 | 0.050 | 27.450 |       | 26.750  |       | 27.650 |       | 108.950 |
| 9      | Joanna Mitrosz     | POL  | 27.150 |       | 27.475 |       | 26.850  |       | 27.425 |       | 108.900 |
| 10     | Ganna Rizatdinova  | UKR  | 27.050 | 0.100 | 26.750 | 0.050 | 26.975  |       | 26.500 | 0.050 | 107.400 |